# Lista de tradutores da Bíblia
Esta é uma lista de tradutores da Bíblia. As pessoas que traduziram a Bíblia, ou partes dela, para a sua língua materna são normalmente teólogos e/ou religiosos, com poucas exceções. Existem aqueles que traduziram para outras línguas, que são normalmente missionários.
- Abraão Usque - judeu, traduziu para o espanhol
- Adolpho Wasserman - judeu, traduziu para o português (ver A Torah Viva)
- Adoniram Judson - batista, traduziu para o birmanês
- Albert Cornelius Ruyl - traduziu para o malaio
- Alexandros Pallis - traduziu para o grego moderno
- Aleksandar Birviš - traduziu para o sérvio
- Antoine Lemaistre e Louis Isaac Lemaistre - católico, traduziu para o francês
- Amilton de Cristo - protestante traduziu para o português
- Anton Thor Helle - pastor protestante, traduziu para o estoniano
- Antonio Brucioli - protestante, traduziu para o italiano
- António Pereira de Figueiredo - católico, traduziu para o português (ver Versão Figueiredo)
- Antonio Martini - católico, traduziu para o italiano
- Atanasije Stojković - traduziu para o sérvio
- Beda - traduziu para o inglês antigo
- Caedmon - traduziu para o idioma anglo-saxão
- Casiodoro de Reina e Cipriano Valera - protestantes, traduziu para o espanhol (ver Reina-Valera)
- Charles Thompson - protestante, traduziu para o inglês
- São Cirilo e São Metódio - traduziram para as línguas eslavas antigas
- Dimitrije Stefanović - traduziu para o sérvio
- Dinis Sengulane - anglicano, traduziu para o chope
- Dumitru Cornilescu - protestante, traduziu para o romeno
- Epifany Slavinetsky - ortodoxo, traduziu para o russo
- Eugene H. Peterson - presbiteriano, traduziu para o inglês
- Everett Fox - judeu, traduziu para o inglês e alemão
- Ferrar Fenton - anglicano, traduziu para o inglês
- Francisco de Enzinas - protestante, traduziu para o espanhol
- Franz Rosenzweig - judeu, traduziu para o alemão
- Gabrielle Allegra - católico, traduziu para o chinês
- Gala Galaction - ortodoxo, traduziu para o romeno
- Gaon Saadia - judeu, traduziu para o árabe antigo
- Gáspár Károlyi - protestante, traduziu para o húngaro
- George Lamsa - ortodoxo assírio, traduziu para o inglês
- Gerrit Berveling - católico, traduziu para o esperanto
- Giovanni Diodati - protestante, traduziu para o italiano
- Gómez de Santofímia - católico, traduziu os Salmos para o português
- Guðbrandur Þorláksson e Oddur Gottskálksson - luteranos, traduziram para o islandês
- Gustavo I Vasa - protestante, traduziu para o sueco (ver Bíblia de Vasa)
- György Káldi - católico, traduziu para o húngaro
- Helge Åkessons - luterano, traduziu para o sueco
- Henry Hare Dugmore - metodista, traduziu para o xhosa
- Henry Martin - protestante, traduziu para o árabe
- Henry Nott - protestante, traduziu para o taitiano
- Hiram Bingham II - congregacionalista, traduziu para o gilbertês
- Huberto Rohden - ex-padre e espiritualista, traduziu o Novo Testamento para o português
- Jan Sieklucki - calvinista, traduziu para o polonês
- Jakub Wujek - católico, traduziu para o polonês
- Jacques Lefèvre d'Étaples - católico, traduziu para o francês
- János Sylvester - protestante, traduziu para o húngaro
- Jean Frederic Ostervald - protestante, traduziu para o francês
- Jerônimo de Estridão - traduziu para o latim (ver a Vulgata)
- John Davies - protestante, traduziu para o taitiano
- John Eliot - protestante, traduziu para a língua dos índios Pequot
- João Ferreira de Almeida - protestante, traduziu para o português (ver Tradução de João Ferreira de Almeida)
- Johann Ernst Glück - luterano, traduziu para o letão
- John Nelson Darby - protestante, traduziu para o inglês
- John Rogers - protestante, traduziu para o inglês
- John Wycliffe - traduziu para o inglês (ver Bíblia de Wycliffe)
- Joseph Bryant Rotherham - protestante, traduziu para o inglês
- Joseph Smith, Jr. - mórmon, traduziu para o inglês (na verdade foi uma adaptação mórmon da King James Version)
- Jozef Roháček - protestante, traduziu para o eslovaco
- Juan Pérez de Pineda - protestante, traduziu para o espanhol
- Julia E. Smith - protestante, traduziu para o inglês
- Kenneth L. Pike - protestante, traduziu para o mixtec
- Kenneth Taylor - protestante, traduziu para o inglês (ver A Bíblia Viva)
- Kenneth Wuest - protestante, traduziu para o inglês
- L. L. Zamenhof - judeu, traduziu o Velho Testamento para o esperanto
- Louis-Isaac Le Maître de Sacy - jansenista, traduziu para o francês
- Louis Segond - calvinista, traduziu para o francês
- Lujo Bakotić - traduziu para o sérvio
- Mary Sidney - anglicana, traduziu para o inglês
- Martin Buber - judeu, traduziu para o alemão
- Martin Henry - protestante, traduziu para o persa e o árabe
- Martinho Lutero - reformador, traduziu para o alemão (ver Bíblia de Lutero)
- Matija Petar Katančić - católico, traduziu para o croata
- Matos Soares - católico, traduziu para o português (ver Versão Matos Soares)
- Matthew Parker - anglicano, traduziu para o inglês
- Máximo de Galípoli - traduziu para o grego
- Meir Melamed Matzliah - judeu, traduziu para o português (ver A Lei de Moisés e as Haftarot)
- Mesrobes Mastósio - traduziu para o armênio
- Mikael Agricola - luterano, traduziu para o finlandês
- Myles Coverdale - protestante, traduziu para o inglês
- Mtemunene Xicovel- Metodista, traduziu de Inglês para o Citswa
- Nathan Brown - batista, traduziu para o assamês
- Pandita Ramabai - pentecostal, traduziu para o marata
- Pat e Claude Sharpe e David e Lynn Frank - protestantes, traduziram para o gullah
- Pedro Valdo - valdense, traduziu para o provençal
- Pierre Robert Olivétan - protestante, traduziu para o francês
- Primož Trubar e Jurij Dalmatin - luteranos, traduziram para o esloveno
- István Küzmics (luteranos) e Miklós Küzmics (católico) - traduziram para o prekmuro
- Radu and Şerban Greceanu - traduziram para o romeno
- Richard Taverner - anglicano, traduziu para o inglês
- Robert Moffat - congregacionalista, traduziu para o sechwana
- Robert Morrison e William Milne - protestantes, traduziram para o wenli
- Robert Young - protestante, traduziu para o inglês
- Santi Marmochini - católico, traduziu para o italiano
- Scío de San Miguel - católico, traduziu para o espanhol
- Solanus Lee, Antonius Lee, Bernardinus Lee e Ludovicus Liu - católicos, traduziram para o chinês
- Stanley Rother - católico, traduziu para o Tz'utujil
- Theodore Beza - calvinista, traduziu para o latim
- Thomas S. Williamson, Gideon H. Pond e Stephen R. Riggs - protestantes, traduziram para o dakota
- William Cabell Brown - protestante, traduziu para o português
- William Cameron Townsend - protestante, traduziu para o cakchiquel
- William Carey - batista, traduziu para o bengali e sânscristo
- William Morgan - anglicano, traduziu para o galês
- William Salesbury - protestante, traduziu para o galês
- William Tyndale - traduziu para o inglês
- Williram - traduziu para o alemão antigo
- Ulfilla - ariano, traduziu para o gótico
- Vuk Stefanović Karadžić e Đuro Daničić - ortodoxos, traduziram para o sérvio
- Yitzhak Salkinsohn - presbiteriano, traduziu o Novo Testamento para o hebraico
- Yoseb Gergan- Traduziu para Língua Tibetana (Referencia Deus chegou no Tibete De Allan Maberly )